# چلچله صخره‌ای بزرگ
چلچله صخره‌ای بزرگ (نام علمی: Ptyonoprogne fuligula) نام یک گونه از سرده چلچله‌های کوهی است.